# 5374-es busz
Az 5374-es jelzésű autóbuszvonal helyközi autóbuszjárat Kalocsa és Paks között, melyet a Volánbusz Zrt. üzemeltet.

## Közlekedése
A járat Kalocsát és Tolna vármegye második legnépesebb települését, az Atomvárosnak is nevezett Paksot köti össze, a 2024. június 6-án átadott Tomori Pál hídon keresztül.  Munkanapokon napi öt járatpár szállítja az utasokat.

## Megállóhelyei
| 0  | Kalocsa, autóbusz-állomás végállomás | 13 | 555 1110, 1113, 1566, 1803 5056, 5058, 5218, 5227, 5232, 5243, 5295, 5306, 5310, 5311, 5312, 5314, 5316, 5349, 5353, 5354, 5355, 5359, 5360, 5364, 5365, 5366, 5367, 5368, 5369, 5370, 5371, 5372, 5373, 5375, 5376 |
| 1  | Kalocsa, Vigadó sor                  | 12 | |
| 2  | Kalocsa, Búzapiac tér                | 11 | |
| 3  | Kalocsa, Vízügyi Igazgatóság         | 10 | |
| 4  | Kalocsa, Reptér bejárati út          | 9  | |
| 5  | Kalocsa, Móra Ferenc utca            | 8  | |
| 6  | Foktő, Kossuth Lajos utca            | 7  | |
| 7  | Foktő, községháza                    | 6  | |
| 8  | Foktő, bejárati út (körforgalom)     | 5  | |
| 9  | Paks, Erőmű E7 Porta                 | 4  | |
| 10 | Paks, nagydorogi útelágazás          | 3  | |
| 11 | Paks, konzervgyár                    | 2  | 1 1121, 1125, 1131, 1134, 1547, 1568 5400, 5403, 5404, 5405, 5429, 5452, 5455, 5456, 5457, 5562, 5634, 8047 |
| 12 | Paks, orvosi rendelő                 | 1  | 1, 1A, 2, 3, 3I 5400, 5403, 5404, 5405, 5429, 5449, 5450, 5452, 5457, 8047, 8211 |
| 13 | Paks, autóbusz-állomás               | 0  | 1, 2, 3 1121, 1125, 1131, 1134, 1547, 1568 5358, 5400, 5403, 5404, 5405, 5429, 5449, 5450, 5452, 5455, 5456, 5457, 5458, 5562, 5634, 8047, 8211                                                                     |